# ريتشي رينولدز
ريتشي رينولدز (بالإنجليزية: Richie Reynolds)‏ هو لاعب كرة قدم بريطاني في مركز الهجوم، ولد في 15 فبراير 1948 في المملكة المتحدة. لعب مع نادي بليموث أرجايل ونادي بورتسموث.